# キノクニシオギク
キノクニシオギク（紀国潮菊、学名: Chrysanthemum kinokuniense (Shimot. et Kitam.) H.Ohashi et Yonek.）は、キク科キク属に分類される多年草の海浜植物の1種。シノニムがDendranthema shiwogiku (Kitam.) Kitam. var. kinokuniense (Shimot. et Kitam.) Kitam.、Chrysanthemum shiwogiku Kitam. var. kinokuniense Shimot. et Kitam.で、シオギクの変種として扱われることもある。別名がキイシオギク（紀伊潮菊）。1930年に下斗米直昌が和歌山県白浜海岸に生育していた本種を研究し、植物学者の北村四郎に要請して、シオギク Chrysanthemum shiwogiku Kitam. の新変種 var. kinokuniense Shimot. et Kitam. として命名された。

## 特徴
イソギクとシオギクとの中間的な形態。茎の下部はやや匍匐し、高さ20-30 cm。葉は厚く、長さ2-5 cm、幅1-3 cmで全縁または上半は羽状に浅裂し、裏面は銀白色で縁は白色。イソギクに似ていて、シオギクよりも細長く、倒披針形のものが多く、羽状浅裂する。花序は頭状花序で、頭花は直径8 mm前後で、多数の筒状花をつけ、イソギク（直径約5 mm）より少し大きく、シオギク（直径8-10 mm）との中間くらい、花柄はイソギクより長く、頭花はイソギクほど密生しない。頭花のまわりの雌花はノジギクのような舌状にならない。花期は10-12月。毎年地上部は冬期に枯れて、根茎また
は茎の基部から新芽を伸ばして翌年茎となり栄養繁殖する。また種子繁殖もして新しい個体が生じる。

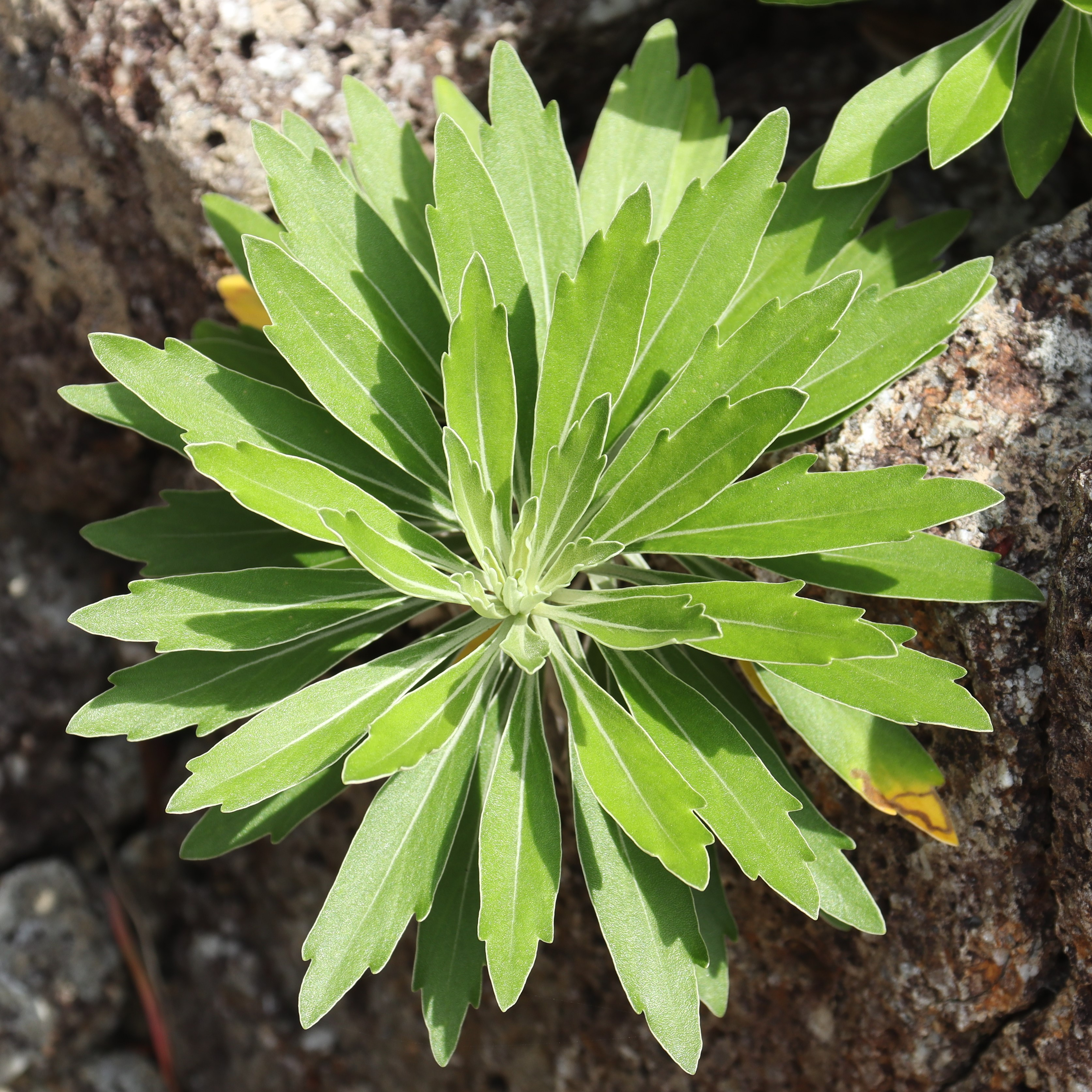
葉は倒披針形のものが多く、羽状浅裂する
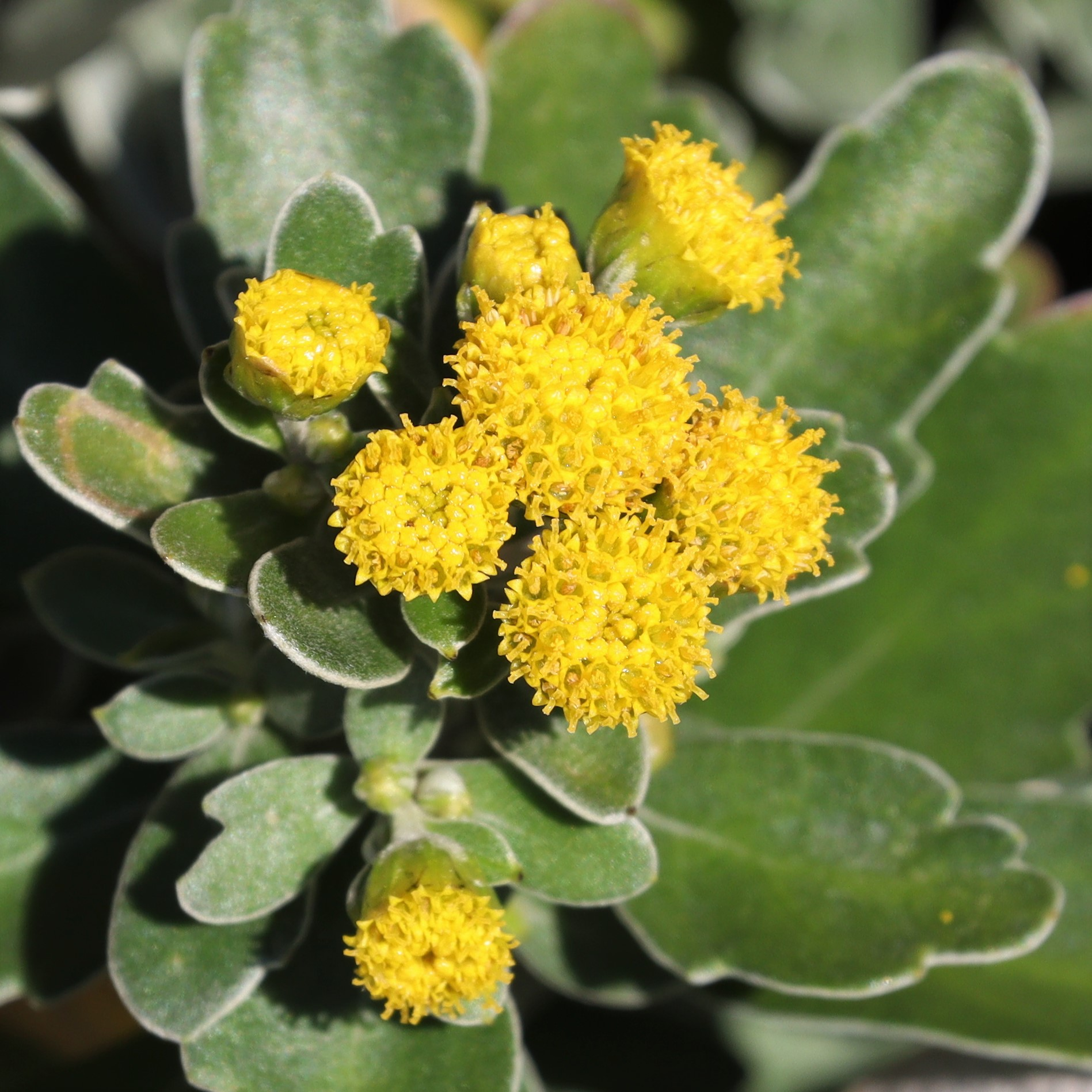
頭状花序で多数の筒状の頭花をつける

日ノ御崎周辺ではシマカンギクとの雑種であるヒノミサキシオギク（D. x ogawae Kitam.）がよく見られる。本種と栽培菊、リュウノウギクとの雑種も発見されている。

## 分布と生育環境

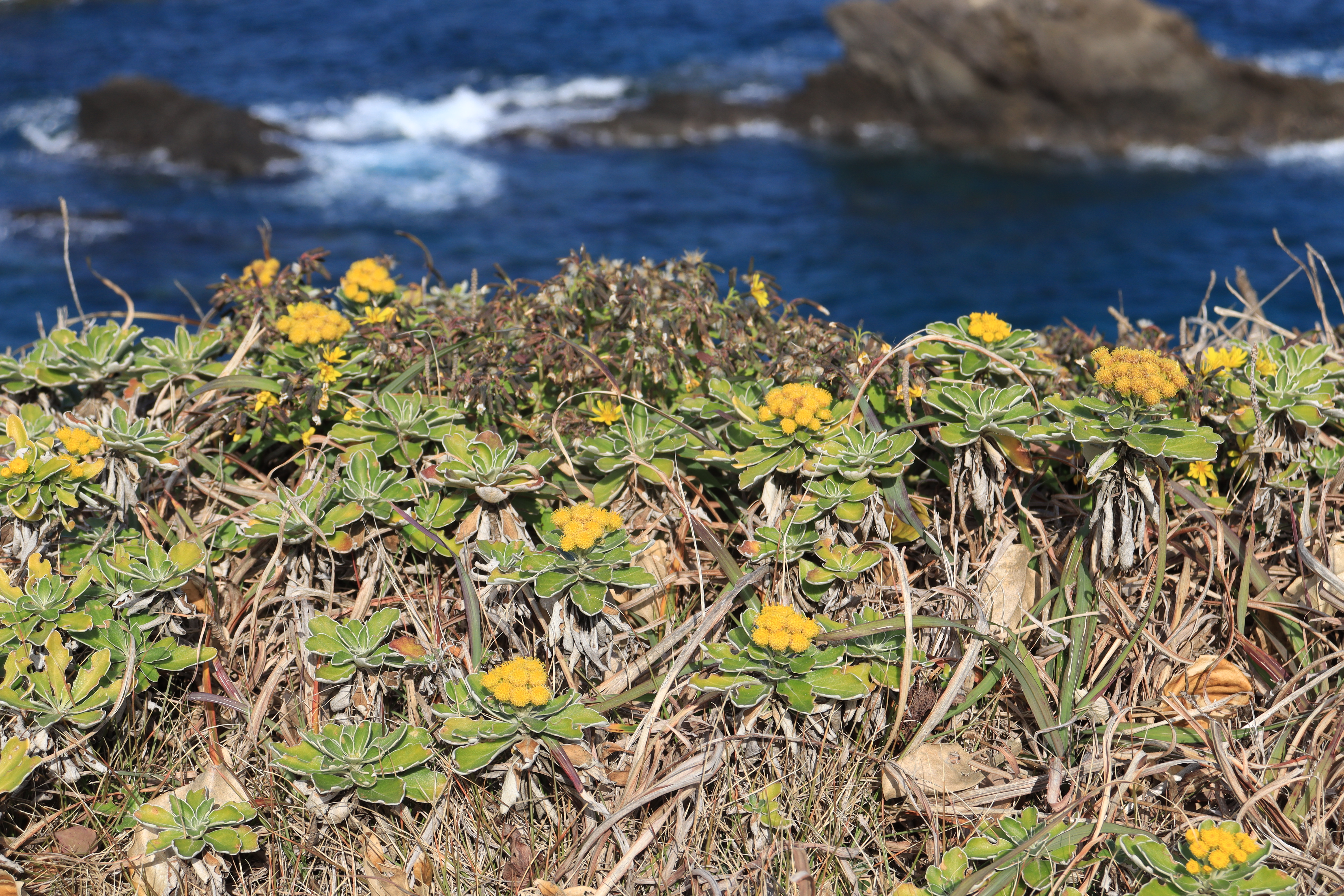
海を臨む斜面の土壌のあるところや、岩壁の隙間などに生育するキノクニシオギク
三重県志摩市にて

日本の紀伊半島の固有種で、三重県と和歌山県に分布する。東限は三重県鳥羽市国崎町で、志摩市（大王崎、御座岬）、尾鷲市元行野、熊野市（新鹿町、鬼ヶ城、羽市木）、和歌山県東牟婁郡那智勝浦町宇久井半島駒が崎、太地町梶取崎、串本町（古座石切、紀伊大島の戸島崎と樫野崎、出雲崎、潮岬)、西牟婁郡すさみ町、白浜町など、日高郡美浜町日ノ御埼にかけての太平洋の海岸に沿って分布する。
海を臨む斜面の土壌のあるところや、岩壁の隙間などの直接波を被らない場所に生育する。特に岩壁や断崖上に群落をなすことが多い。ノイバラ、アゼトウナ、ハマボッスなどがわずかに混じり、トベラ、ハマヒサカキが混じる場合もある。

## 近縁種との識別ポイント
形態が似る同属のシオギクとイソギクとの識別ポイントを下表に示す。キク属は、染色体の数を大きく変化させながら進化したことが知られていて、染色体数が8倍体（2n=72）のシオギクが太平洋岸を西から東に向かって染色体の数を増やしながら、染色体数が10倍体（2n=90）のイソギクに進化したものと見られている。本種は染色体数は8倍体（2n=72）と10倍体（2n=90）があり、8倍体の個体の外部形態はシギクに、10倍体の個体はイソギクにそれぞれかなり似ている。本種は8倍体のシオギクと10倍体のイソギクとの間の移入交雑によってできたものと推定されている。
| 和名 学名                        | 画像                                               | 識別のポイント |
| -------------------------------- | -------------------------------------------------- | --- |
| シオギク C. shiwogiku            | シオギク、高知県室戸岬、2009年12月9日撮影          | 頭花直径：8-10 mm 分布域：徳島県、高知県 染色体数：8倍体（2n=72）                                                        |
| キノクニシオギク C. kinokuniense | キノクニシオギク、三重県尾鷲市、2020年11月10日撮影 | 頭花直径：8 mm前後 分布域：三重県、和歌山県 染色体数：8倍体（2n=72）、10倍体（2n=90）                                    |
| イソギク C. pacificum            | イソギク、静岡県賀茂郡南伊豆町、2019年12月14日撮影 | 頭花直径：約5 mm 分布域：千葉県、東京都、神奈川県、静岡県、愛知県、 （京都府、島根県、山口県） 染色体数：10倍体（2n=90） |

## 種の保全状況評価
日本では環境省による国レベルのレッドリストの指定を受けていないが、分布域の以下の両県でレッドリストの指定を受けている。吉野熊野国立公園の指定植物で、特別地域内で許可を受けずに採取又は損傷してはいけない対象種の指定を受けている。
- 準絶滅危惧 - 三重県[18]、和歌山県[8]